# Murs medievals a Vilanova de la Muga
Els Murs medievals a Vilanova de la Muga és una obra de Peralada (Alt Empordà) declarada Bé Cultural d'Interès Nacional.

## Descripció
De la muralla de Vilanova de la Muga en conservem poques restes, però totes elles a l'actual centre de Vilanova. A l'extrem septentrional s'observen restes d'una edificació que podria correspondre a l'angle de la muralla, pel meridional una edificació de planta quadrada amb espitlleres corresponia a l'altre angle, i pel sud, la línia seguiria paral·lela a l'actual conducció d'aigua. En aquest tram es conserva un llenç de muralla amb espitlleres. Per la banda de llevant, entremig de les cases es conserva una edificació de planta circular, que corresponia una de les torres de la muralla, amb espitlleres.